# 장재영 (희극인)
장재영(1976년 12월 28일 ~ )은 대한민국의 희극 배우이다.

## 출연작

### 방송
- 웃찾사 (SBS)
  - 〈고운말 법정〉 (2003.05 ~ 2003.11)
  - 〈고운말 드라마〉 (2003.12 ~ 2004.08)
  - 〈비둘기 합창단〉
  - 〈형님뉴스〉 (2006)
  - 〈바디밴드〉 (2006)
  - 〈맨발의 코봉이〉 코봉이 역 (2006.07 ~ 2007.03)
  - 〈묵언수행〉 (2009)
  - 〈동구는 8살〉 (2010)
  - 〈11시 내고향〉 (2013.10.11 ~ 2014.01.24)
  - 〈모란봉 홈쇼핑〉 (2015.03.22 ~ 2015.10.11)
  - 〈맨손의 청춘〉 (2015.11.29 ~ 2016.04.29)
  - 〈눈치의 신〉 (2016.06.17 ~ 2016.08.05)
- 황금어장 라디오스타 261~262회 (MBC)
- 엄마는 마법사 (MBC)
- 주부 장보기 퀴즈쇼 담아와 (채널A)
- 개그시대 (채널A)
  - 〈아리가또고자이마스〉 (2011.12 ~ 2012.04.17)
  - 〈협력부부〉 (2011.12)
  - 〈게임의 법칙〉 (2012.01.17 ~ 2012.04.17)
- 도전 1000곡 269회 (SBS)
- 위기탈출 넘버원 (KBS)
- 아빠가 들려주는 이야기 톡톡 (SBS)
- 자기야 백년손님 352회 (SBS)

### 영화
- 《신석기 블루스》 (2004년) - 포장마차 사내 2 역
- 《미스터 주부 퀴즈왕》 (2005년) - 토크쇼패널 역
- 《조용한 세상》 (2006년) - 양옥집 남편 역

### 드라마
- 《최고의 한방》 (2017년, KBS2) - 즉석 노래자랑 내가 가수다 MC 역 (특별출연)

### 광고
- SK텔레콤 투게더요금제 (2007년)